# Pandiborellius meidensis
Espèce
Synonymes
- Pandinus meidensis Karsch, 1879

Pandiborellius meidensis est une espèce de scorpions de la famille des Scorpionidae.

## Distribution
Cette espèce est endémique de Somalie. Elle se rencontre vers Meid et Chisimayo.

## Description
Le tronc de la femelle holotype mesure 40 mm et la queue 50 mm.
Le mâle décrit par Kovařík, Lowe et Mazuch en 2019  mesure 113 mm.
Pandiborellius meidensis mesure de 90 à 115 mm.

## Systématique et taxinomie
Cette espèce a été décrite sous le protonyme Pandinus meidensis par Karsch en 1879. Elle est placée dans le genre Pandinurus par Rossi en 2015 puis dans le genre Pandiborellius par Kovařík, Lowe, Soleglad et Plíšková en 2017.

## Étymologie
Son nom d'espèce, composé de meid et du suffixe latin -ensis, « qui vit dans, qui habite », lui a été donné en référence au lieu de sa découverte, Meid.

## Publication originale
- Karsch, 1879 : « Skorpionologische Beiträge. II. » Mittheilungen des Münchener Entomologischen Vereins, vol. 3, no 2, p. 97-136 (texte intégral).